# Diskografie Madonny
Toto je diskografie americké zpěvačky Madonny.

## Alba

### Studiová alba
| Rok  | Album                                                                               | Nejvyšší umístění v hitparádě | Nejvyšší umístění v hitparádě | Nejvyšší umístění v hitparádě | Nejvyšší umístění v hitparádě | Certifikace                                                           |
| Rok  | Album                                                                               | US 200                        | CAN                           | UK                            | AUS                           | Certifikace                                                           |
| ---- | ----------------------------------------------------------------------------------- | ----------------------------- | ----------------------------- | ----------------------------- | ----------------------------- | --------------------------------------------------------------------- |
| 1983 | Madonna - Vydáno: 27. července 1983 - Vydavatel: Sire, Warner Bros.                 | 8                             | 16                            | 6                             | 10                            | US: 5x platinová UK: platinová AUS: 3x platinová                      |
| 1984 | Like a Virgin - Vydáno: 12. listopadu 1984 - Vydavatel: Sire, Warner Bros.          | 1                             | 3                             | 1                             | 2                             | US: diamantová UK: 3x platinová CAN: diamantová AUS: 7x platinová     |
| 1986 | True Blue - Vydáno: 30. června 1986 - Vydavatel: Sire, Warner Bros.                 | 1                             | 1                             | 1                             | 1                             | US: 7x platinová UK: 7x platinová CAN: diamantová AUS: 4x platinová   |
| 1989 | Like a Prayer - Vydáno: 21. března 1989 - Vydavatel: Sire, Warner Bros.             | 1                             | 1                             | 1                             | 4                             | US: 4x platinová UK: 5x platinová CAN: 4x platinová AUS: platinová    |
| 1992 | Erotica - Vydáno: 20. října 1992 - Vydavatel: Maverick, Sire, Warner Bros.          | 2                             | 4                             | 2                             | 1                             | US: 2x platinová UK: 2x platinová CAN: 2x platinová AUS: 3x platinová |
| 1994 | Bedtime Stories - Vydáno: 25. října 1994 - Vydavatel: Maverick, Sire, Warner Bros.  | 3                             | 2                             | 2                             | 1                             | US: 2x platinová UK: platinová CAN: 2x platinová AUS: 2x platinová    |
| 1998 | Ray of Light - Vydáno: 3. března 1998 - Vydavatel: Maverick, Warner Bros.           | 2                             | 2                             | 1                             | 1                             | US: 4x platinová UK: 6x platinová CAN: 7x platinová AUS: 3x platinová |
| 2000 | Music - Vydáno: 19. září 2000 - Vydavatel: Maverick, Warner Bros.                   | 1                             | 1                             | 1                             | 2                             | US: 3x platinová UK: 5x platinová CAN: 3x platinová AUS: 3x platinová |
| 2003 | American Life - Vydáno: 22. dubna 2003 - Vydavatel: Maverick, Warner Bros.          | 1                             | 1                             | 1                             | 3                             | US: platinová UK: platinová CAN: platinová AUS: platinová             |
| 2005 | Confessions on a Dance Floor - Vydáno: 15. listopadu 2005 - Vydavatel: Warner Bros. | 1                             | 1                             | 1                             | 1                             | US: platinová UK: 4x platinová CAN: 5x platinová AUS: 2x platinová    |
| 2008 | Hard Candy - Vydáno: 29. dubna 2008 - Vydavatel: Warner Bros.                       | 1                             | 1                             | 1                             | 1                             | US: zlatá UK: zlatá CAN: platinová AUS: platinová                     |
| 2012 | MDNA - Vydáno: 26. března 2012 - Vydavatel: Live Nation, Interscope                 | 1                             | 1                             | 1                             | 1                             | US: TBA UK: TBA CAN: TBA AUS: zlatá                                   |
| 2015 | Rebel Heart                                                                         | 1                             | 1                             | 1                             | 1                             |                                                                       |
| 2019 | Madame X                                                                            |                               |                               |                               |                               |                                                                       |

### Soundtracky
- 1987 - Who's That Girl
- 1990 - I'm Breathless
- 1996 - Evita

### Kompilační alba
- 1987 - You Can Dance
- 1990 - The Immaculate Collection
- 1995 - Something to Remember
- 2001 - GHV2
- 2003 - Remixed & Revisited
- 2009 - Celebration

### Koncertní alba
- 2006 - I'm Going to Tell You a Secret
- 2007 - The Confessions Tour
- 2010 - Sticky & Sweet Tour

## Singly
- 1982 Everybody
- 1983 Burning Up
- 1983 Physical Attraction
- 1983 Holiday
- 1984 Borderline
- 1984 Lucky Star
- 1984 Like A Virgin
- 1985 Material Girl
- 1985 Angel
- 1985 Crazy For You
- 1985 Into The Groove
- 1985 Dress You Up
- 1985 Gambler
- 1986 Love Don't Live Here Anymore
- 1986 Live To Tell
- 1986 Papa Don't Preach
- 1986 True Blue
- 1986 Open Your Heart
- 1987 La Isla Bonita
- 1987 Who's That Girl
- 1987 Causing A Commotion
- 1987 Look Of Love
- 1987 Spotlight
- 1989 Like A Prayer
- 1989 Express Yourself
- 1989 Cherish
- 1989 Oh Father
- 1989 Dear Jessie
- 1989 Pray For Spanish Eyes
- 1990 Keep It Together
- 1990 Vogue
- 1990 Hanky Panky
- 1990 Justify My Love
- 1991 Crazy For You
- 1991 Rescue Me
- 1991 Holiday
- 1992 This Used To Be My Playground
- 1992 Erotica
- 1992 Deeper And Deeper
- 1993 Bad Girl
- 1993 Fever
- 1993 Rain
- 1993 Bye Bye Baby
- 1994 I'll Remember
- 1994 Secret
- 1994 Take A Bow
- 1995 Bedtime Story
- 1995 Human Nature
- 1995 You'll See
- 1995 Oh Father
- 1996 One More Chance
- 1996 Love Don't Live Here Anymore
- 1996 You Must Love Me
- 1997 Don't Cry for Me Argentina
- 1997 Another Suitcase In Another Hall
- 1998 Frozen
- 1998 Ray of Light
- 1998 Drowned World-Substite For Love
- 1998 Power Of Good-Bye
- 1998 Little Star
- 1999 Nothing Really Matters
- 1999 Skin
- 1999 Beatiful Stranger
- 2000 American Pie
- 2000 Music
- 2000 Don't Tell Me
- 2001 What It Feels Like For A Girl
- 2001 Amazing
- 2001 Impressive Instant
- 2002 Die Another Day
- 2003 American Life
- 2003 Hollywood
- 2003 Nobody Knows Me
- 2003 Me Against the Music (& Britney Spears)
- 2003 Nothing Fails
- 2003 Love Profusion
- 2005 Mother And Father
- 2005 Hung Up
- 2006 Sorry
- 2006 Get Together
- 2006 Jump
- 2008 4 Minutes (& Justin Timberlake & Timbaland)
- 2008 Give It 2 Me
- 2008 Miles Away
- 2009 Celebration
- 2010 Revolver